# Edouard Delalay
Edouard Delalay (Saint-Léonard, 6 november 1936) is een Zwitsers politicus voor de Christendemocratische Volkspartij (CVP/PDC) uit het kanton Wallis.

## Biografie

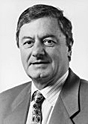
Edouard Delalay.

Edouard Delalay was van 1977 tot 1989 lid van de Grote Raad van Wallis, waarvan hij voorzitter was van 1987 tot 1988. Hij zetelde van 21 september 1987 tot 5 december 1999 in de Kantonsraad, waarvan hij van 25 november 1996 tot 1 december 1997 voorzitter was.